# 2004 FU162
2004 FU162 je planetka patřící do Atenovy skupiny. Spadá současně mezi objekty pravidelně se přibližující k Zemi (NEO). Její dráha však prozatím není definitivně stanovena, proto jí nebylo dosud přiděleno katalogové číslo.

## Popis objektu
Vzhledem k tomu, že byla pozorována pouze 44 minut během mimořádného přiblížení k Zemi, nestihli astronomové provést spektroskopický výzkum. Proto o jejím chemickém složení není nic známo. Její průměr je odhadován na základě hvězdné velikosti a protože není známo ani albedo jejího povrchu, je proto značně nejistý.
Výjimečnost tohoto nepatrného objektu spočívá v tom, že je to planetka, která dosud (únor 2006) byla pozorována během průletu v rekordně malé vzdálenosti 6500 kilometrů nad povrchem naší Země.

## Historie
Planetku objevili 31. března 2004 kolem 06:40 světového času (UTC) jednometrovým dalekohledem s CCD kamerou na Lincoln Laboratory Observatory v rámci programu LINEAR astronomové M. Blythe, F. Shelly, M. Bezpalko, R. Huber, L. Manguso, D. Torres, R. Kracke, M. McCleary, H. Stange a A. Milner. V dobé objevu se nacházela ve vzdálenosti přibližně 13 tisíc km od středu Země a byla zpozorována jako objekt hvězdné velikosti 16,7m. 
V době, kdy byl tento objekt zpozorován a jeho objev byl okamžitě nahlášen do Střediska pro malé planety (Minor Planet Center, MPC) se pohyboval velmi rychle po obloze a krátce nato zmizel ve sluneční záři, takže jeho další sledování již nebylo možné. Přestože byl pozorován velice krátce, bylo možno stanovit právě díky rychlému pohybu jeho dráhu velice přesně a proto mu MPC přidělilo alespoň předběžné označení, i když to v takovémto případě nebývá obvyklé. Pokusy nalézt toto těleso na archivních snímcích byly tentokrát neúspěšné. 
Parametry dráhy, uvedené v připojené tabulce, platí pro jeho současnou dráhu Sluneční soustavou po setkání se Zemí. Předtím se těleso pohybovalo po dráze s velkou poloosou 1,0045 AU, excentricitou 0,3416, sklonem k ekliptice 2,400° a dobou oběhu kolem Slunce 1,007 roku. Je tedy vidět, že vlivem velkého přiblížení k Zemi se tato planetka rázem dostala z Apollonovy skupiny do skupiny Atenovy. Zpětný výpočet dráhy do minulosti také odhalil, že se v letech 1976, 1987 a 2001 třikrát přiblížila k Venuši a to na 6,2 resp. 6,7 resp. 5,8 mil.  km. 

## Výhled do budoucnosti
Ze znalosti současných elementů dráhy planetky vyplývá, že minimální vypočítaná vzdálenost mezi její drahou a dráhou Země činí 45 tis. km. Nejbližší přiblížení k Zemi na vzdálenost 5,38 mil. km se očekává 31. března 2007, ale vzhledem k odhadované velikosti je málo pravděpodobné, že bude znovu zpozorována. V tomto století dojde ještě mnohokrát k dalším přiblížením tohoto tělesa k Zemi. Nejmenší vzdálenosti během těchto průletů se budou zpočátku stále zvětšovat, minima opět dosáhnou kolem roku 2040, kdy se minimální vzdálenost bude pohybovat kolem 10 mil. km a potom opět porostou a zmenší se až počátkem 22. století. 
Přestože patří k blízkozemním planetkám, nemůže tedy Zemi v dohledné budoucnosti ohrozit.